# Eremotrichoma agens
Eremotrichoma agens är en tvåvingeart som beskrevs av Collin 1949. Eremotrichoma agens ingår i släktet Eremotrichoma och familjen vattenflugor. Inga underarter finns listade i Catalogue of Life.